# Kaies Ghodhbane
  Kaies Ghodhbane    (Ksar Hellal, 7 de gener de 1976) és un exfutbolista tunisià de la dècada de 2000.
Fou internacional amb la selecció de Tunisia amb la qual participà en la Copa del Món de futbol de 1998, 2002 i 2006. Pel que fa a clubs, destacà a Etoile du Sahel i Bani Yas.